# Sakk-matt (tévéjáték)
A Sakk-matt egy színes magyar zenés tévéjáték Eugène Scribe: Egy pohár víz (Le verre d’eau/Les effets et les causes) című 1840-es színdarabja alapján Fényes Szabolcs zenéjével Halász Judit főszereplésével Félix László rendezésében.
1978-ban a Veszprémi tévétalálkozón a közönségdíjat nyerte el.
Bemutatására 1977. december 26-án hétfőn, 20:30-as kezdettel az MTV 1-en került sor, a Zenés TV Színház sorozatban.

## Készítették
- Rendező: Félix László
- Írta: Eugène Scribe
- Zeneszerző: Fényes Szabolcs
- Operatőr: Molnár Miklós
- Gyártásvezető: Dési Ágnes
- Jelmeztervező: Vágó Nelly
- Díszlettervező: Wegenast Róbert
- Hangmérnök: Jáger György

## Szereplők
| Szerep              | Megjegyzés | Színész         |
| ------------------- | --- | --------------- |
| A királynő          | I. (Stuart) Anna brit (angol–skót) királynő | Halász Judit    |
| Lady Marlborough    | Sarah Churchill, születési nevén Sarah Jennings vagy Jenyns, John Churchill pénzügyminiszternek, Marlborough hercegének a felesége, a történelmi személy Anna királynővel titkos leszbikus viszonyt folytatott | Ruttkai Éva     |
| Lord Bolingbroke    | Henry St John, Bolingbroke 1. algrófja, Nagy-Britannia külügy-, majd belügyminisztere | Mensáros László |
| Abigail             | Abigail Hill, később Masham báróné (1670 körül–1734) | Szerencsi Éva   |
| Masham hadnagy      | Samuel Masham báró | Kalocsay Miklós |
| Thompson            | komornyik | Némethy Ferenc  |
| A francia követ     | Jean-Baptiste Colbert de Torcy márki, a történelmi személy Franciaország poroszországi követe, majd francia külügyminiszter                                                                                    | Izsóf Vilmos    |
| Az öreg Bolingbroke | Henry St John algróf, a miniszter apja | Harkányi Ödön   |
|                     | | Victor Gedeon   |

Közreműködik az MRT szimfonikus zenekara, vezényel Gyulai Gaál Ferenc.

## Érdekességek
- Félix László rendezte a tévéjáték alapjául szolgáló Egy pohár víz című színdarab színházban bemutatott televíziós felvételét 1983-ban, amelyben Anna királynőt Hámori Ildikó, Marlborough hercegnőjét Szakács Eszter, Abigailt Soproni Ági játszotta.
- 2018-ban A kedvenc címmel amerikai–brit–ír film készült Annáról Jórgosz Lánthimosz rendezésében, és bár Eugène Scribe darabjára nem utalnak, a hasonlóság köztük szembetűnő, hiszen a főszereplők lényegében azonosak. A királynő alakját Olivia Colman jeleníti meg, Marlborough hercegnőt Rachel Weisz alakítja, Abigailt Emma Stone játssza. míg Masham szerepében Joe Alwyn látható.

## Díjak
- Veszprémi Tévétalálkozó Közönség-díj (1978)